# 592
592 (DXCII) var ett skottår som började en tisdag i den julianska kalendern.

## Händelser

### Okänt datum
- Det Bysantinska riket vinner åter tillbaka Singidunum från Avarerna.
- Den persiska usurpatorn Bistam besegras av Khusrov II.

## Födda
- Xu Jingzong, kinesisk kansler under Tangdynastin (död 672)

## Avlidna
- 28 mars – Gunthchramn, frankisk kung av Burgund sedan 561 och av Paris sedan 584